# Vienna (Virginia)
Vienna es una ciudad en el condado de Fairfax, Virginia, EE. UU. La población era de 14.453 habitantes según el censo del año 2000 y ha crecido un 3% desde entonces, sin embargo un número significativamente mayor de personas vive en el área postal de Vienna (códigos postales: 22180, 22181, and 22182), que está limitada aproximadamente por la interestatal 66 al sur, la interestatal 495 (capitol beltway) en el este, por la ruta 7 en el norte y por Hunter Mill road.
En julio del 2005, CNN/Money y Money magazine situaron a Vienna en el cuarto puesto de su lista de los 100 mejores lugares para vivir en los Estados Unidos. Además de escuelas públicas excelentes, sus activos incluyen un centro de la ciudad con muchas pequeñas empresas y comercios, una  estación del Washington Metrorail, justo al sur de la ciudad, con grandes garajes de estacionamiento (es la última estación al oeste de la línea "Orange") del metro, y una parte del Washington & Old Dominion Railroad Regional Park con un carril para ciclistas/corredores pasando justo a través del centro de la ciudad. El área comercial y empresarial Tysons Corner se encuentra próxima, así como la Wolf Trap National Park for the Performing Arts.

## Geografía
Vienna se localiza en 38°53′57″N 77°15′38″O / 38.89917, -77.26056 (38.899161, -77.260672).
Según la Oficina del Censo de los Estados Unidos, la ciudad tiene una extensión total de 11,5 km² (4,4 mi²), todo de tierra.

## Residentes notables
- Alex Albrecht, antigua estrella de la G4techTV TV network's The Screen Savers, y actual coanfitrión de pódcast Diggnation y Ctrl+Alt+Chicken, nació y se crio en Vienna.
- David Baldacci, autor, reside en Vienna.
- Steve Buckhantz, locutor de televisión en el Washington Wizards.
- R. Nicholas Burns, actual Secretario de Estado de Asuntos Políticos del Departamento de Estado U.S.
- Phil Chenier, un antiguo miembro de los Washington Bullets y actual comentarista de televisión para el Washington Wizards.
- Robert Hanssen, arrestado por el FBI con cargos de traición, vive a una corta distancia fuera de los límites de la ciudad.
- Alfred D. Sieminski, representó New Jersey's 13th congressional district de 1951-1959.[4]

## Puntos de interés
- Jardín Botánico Meadowlark
- Wolf Trap National Park for the Performing Arts
- Midgetville